# Поточник
Поточник, или Блисмус (лат. Blysmus) — род многолетних травянистых растений семейства Осоковые (Cyperaceae).

## Ботаническое описание

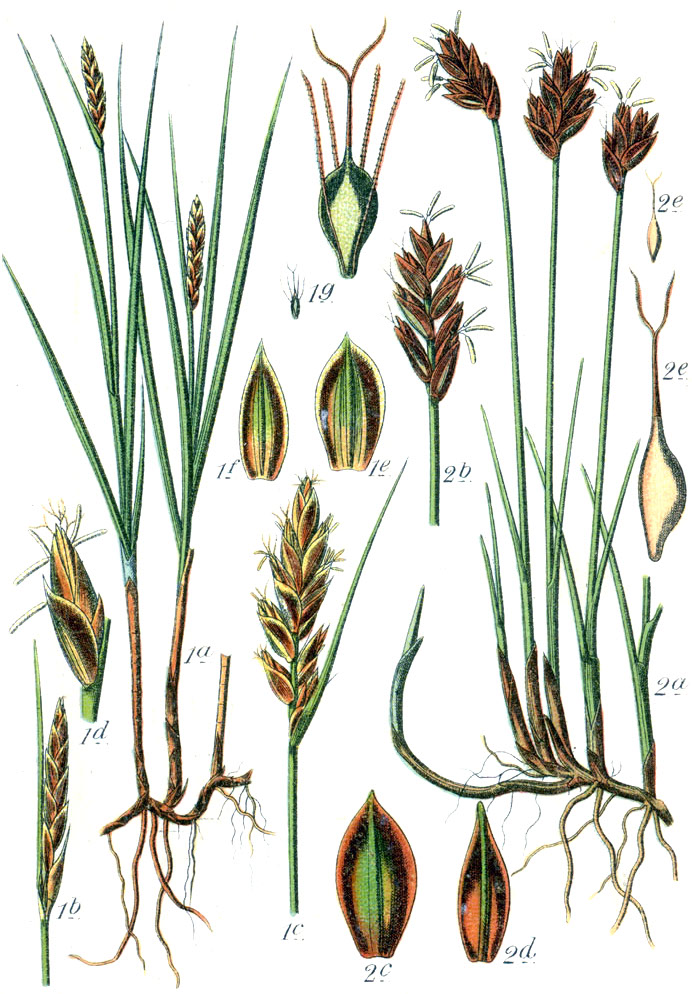
1. Поточник сжатый, 2. Поточник рыжий.

Многолетние травянистые растения. Корневища ползучие, длинные. Стебли простые, трёхгранные. Листья линейные, плоские или вдоль завёрнутые.
Общее соцветие — верхушечный, двурядный, простой или сложный колос. Цветки обоеполые, по 3—10(12) в тёмнобуром колоске.  Околоцветник отсутствует или из 3—6(7) щетинок. Тычинок 3. Завязь верхняя, одногнёздная; рылец 2, ресничатые. Плод — двугранный, плоско-выпуклый орешек.

## Таксономия
Род Поточник по данным Королевских ботанических садов Кью включает 4 вида:
- Blysmus compressus (L.) Panz. ex Link (1827) — Поточник сжатый
- Blysmus mongolicola Kitag. (1969)
- Blysmus rufus (Huds.) Link (1827) — Поточник рыжий
- Blysmus sinocompressus Tang & F.T.Wang (1961) — Поточник китайский, или Поточник китайскосжатый